# ミッキーの捕鯨船
『ミッキーの捕鯨船』（みっきーのほげいせん、原題：The Whalers）は1938年制作のアニメーション短編映画。ミッキーマウスの短編映画シリーズの一作品である。ミッキーマウスレビューでも本作は紹介された。

## 公開データ
| 公開日 上映時間 | 1938年（昭和13年） | 8月19日      | アメリカ合衆国 | 8分 |
| サイズ          | カラー             | スタンダード |                |     |

## ストーリー
ミッキーとドナルド、グーフィーがクジラを見かけたのは船の上だった。グーフィーがクジラに飲み込まれ、ドナルドも絶体絶命の危機においこまれてしまう。ミッキーは船の機能を使って救助に向かうがクジラが突っ込んで船は大破してしまう。

## その他
本作に登場したクジラは、『ピノキオ』に登場したモンストロよりも大きく、ドナルドと共演した中では最大の体躯。

## キャスト
| キャラクター   | 原語版               | 旧吹替版   | 新吹替版 |
| -------------- | -------------------- | ---------- | -------- |
| ミッキーマウス | -                    | 後藤真寿美 | -        |
| ドナルドダック | クラレンス・ナッシュ | 関時男     | 山寺宏一 |
| グーフィー     | ピント・コルヴィッグ | 小山武宏   | 島香裕   |
| ナレーター     | -                    | 江原正士   | -        |

## スタッフ
| 製作     | ウォルト・ディズニー、ロイ・O・ディズニー |
| 音楽     | アルバート・ヘイ・マロット                |
| 作画監督 | アート・バビット                          |
| 原画     | エリック・ラーソン                        |
| 監督     | ディック・ヒューマー                      |
| 総監督   | デイヴィッド・ハンド                      |
| 制作     | ウォルト・ディズニー・プロダクション      |

### 翻訳盤
- 翻訳：小寺陽子
- 演出：向山宏志
- 録音製作：東北新社

## 映像ソフト化
- （日本語）『Disneyゆかいな仲間たち チャレンジ!ミッキー』（VHS）ウォルト・ディズニー・ジャパン、東京都目黒区下目黒1丁目8番1号、1998年7月24日、該当時間: 34分。
- （日本語、英語）『ミッキーマウス／カラー・エピソード Vol．1 限定保存版』（DVD）ウォルト・ディズニー・ジャパン、東京都目黒区下目黒1丁目8番1号、2004年6月18日、該当時間: 250分。